# Agnolo Bronzino

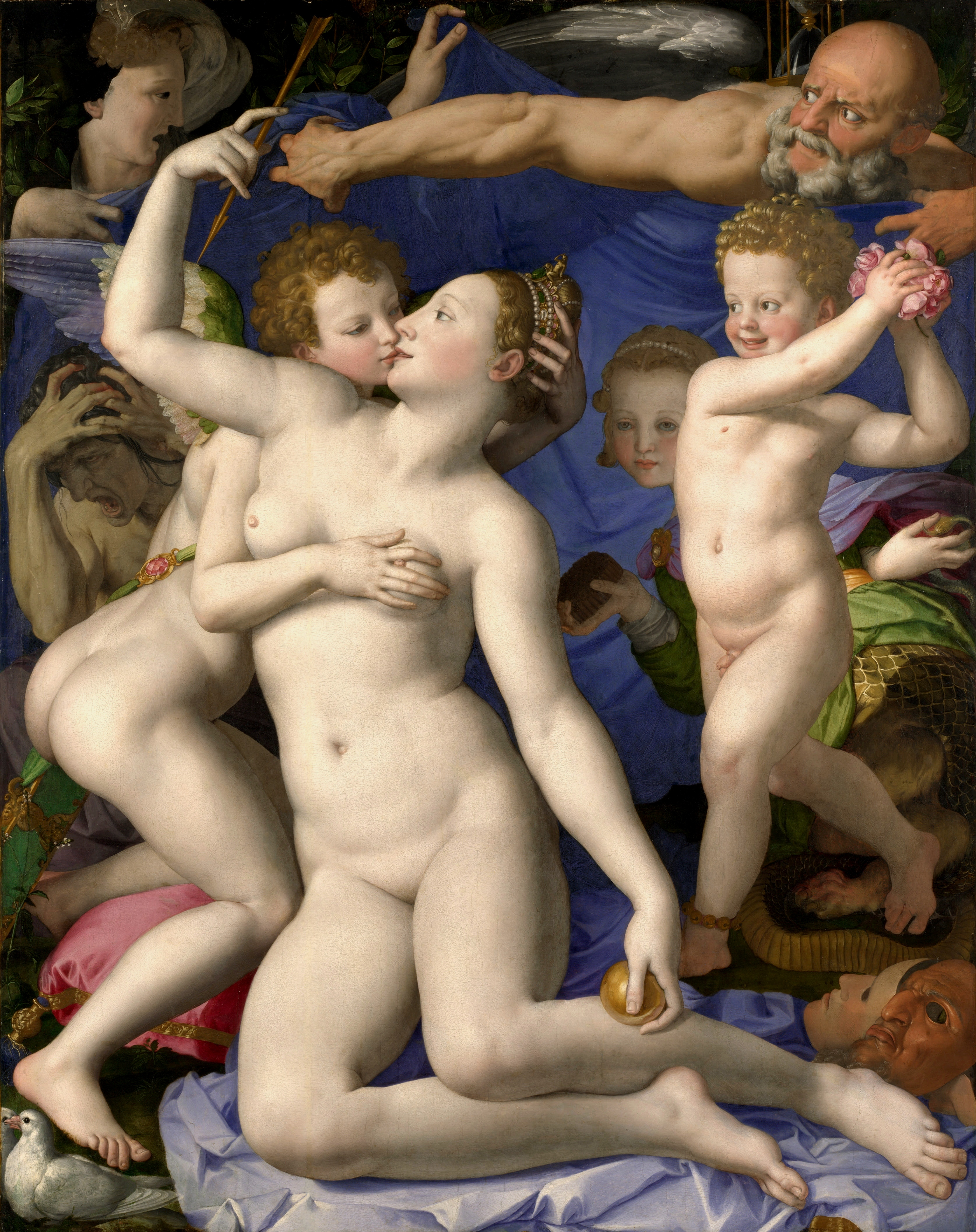
Allegorie met Venus, Cupido en Tijd, 1545, National Gallery, Londen

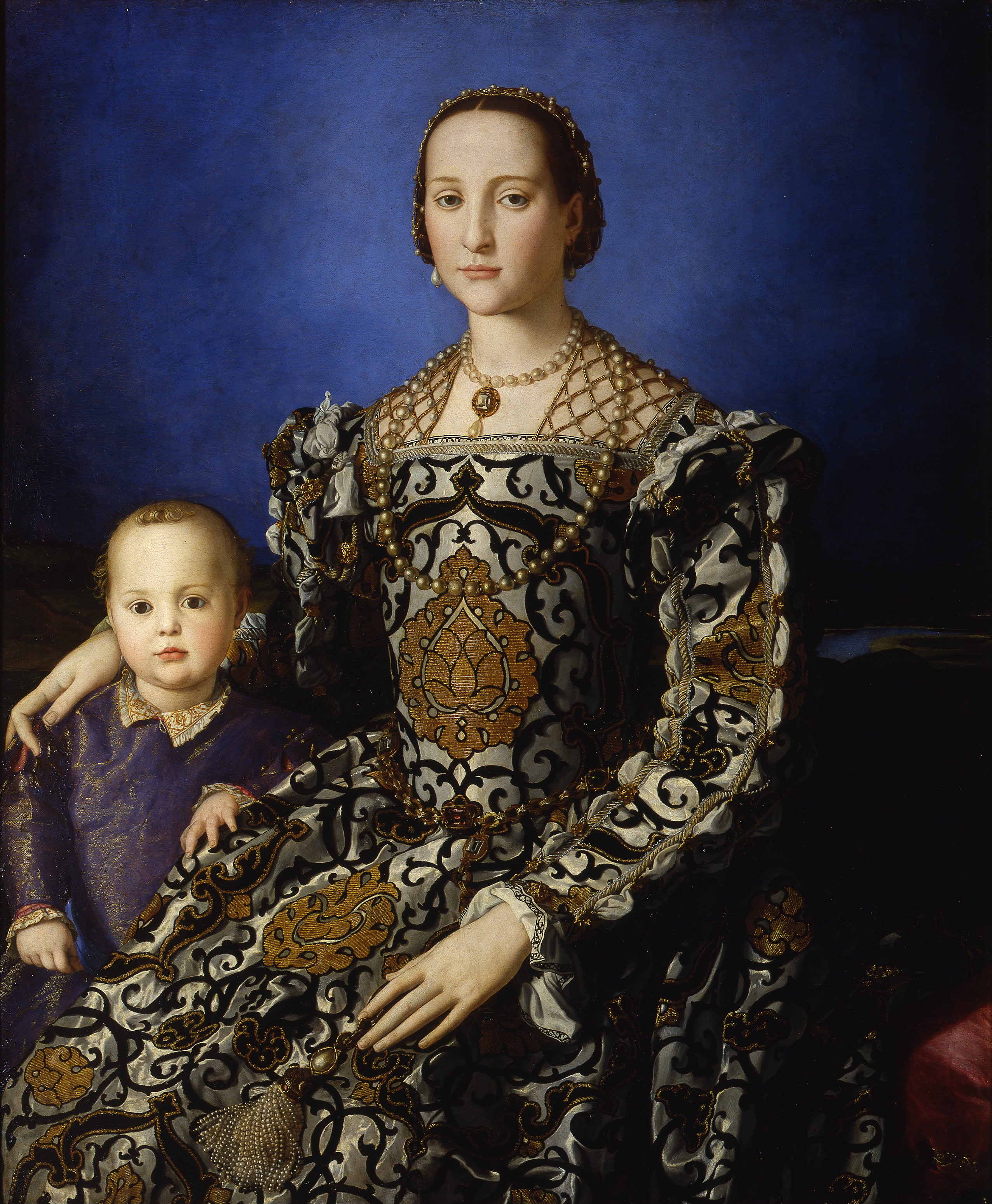
Portret van Eleonora di Toledo en haar zoon Giovanni door Agnolo Bronzino, 1545, Galleria degli Uffizi, Florence

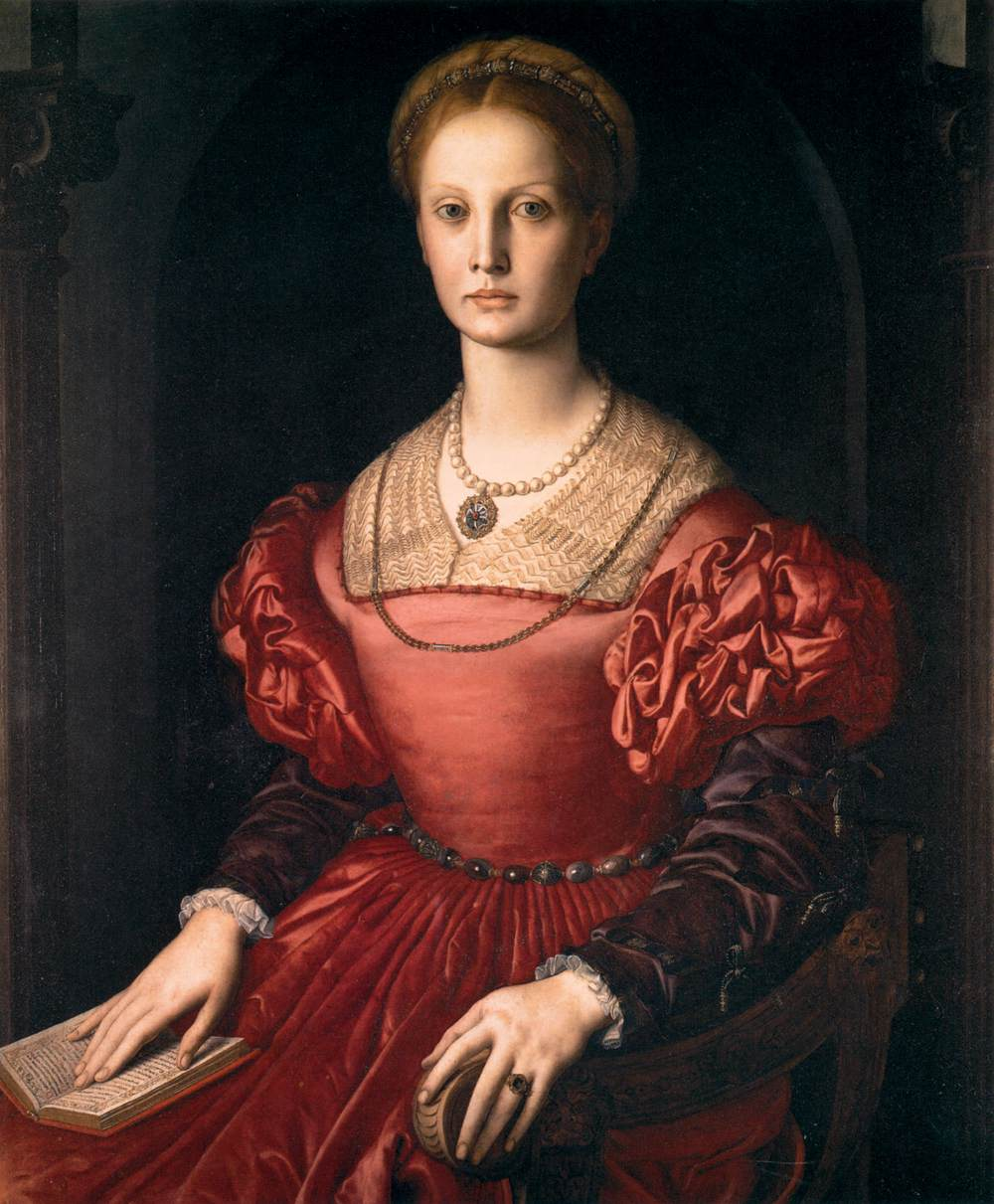
Portret van Lucrezia Panciatichi, 1541, Galleria degli Uffizi, Florence

Agnolo Bronzino (Monticelli, 17 november 1503 – Florence, 23 november 1572), ook wel Angelo di Cosimo di Mariano Tori of Agnolo Tori of Il Bronzino, was een van de belangrijkste vertegenwoordigers van de maniëristische stijl. Hij was leerling van Raffaellino del Garbo en van Jacopo da Pontormo.

## Levensloop
Bronzino's eerste opdracht na zijn leerperiode waren de fresco's in de Certosa di Galuzzo nabij Florence, waaraan hij samen met Pontormo werkte. Deze samenwerking was van groot belang voor zijn verdere ontwikkeling. Hoewel hij niet dezelfde spirituele bedoelingen als Pontormo bleef navolgen, blijft de invloed van Pontormo zichtbaar. Bronzino ontwikkelde een verfijnde opzichzelfstaande esthetiek.
In 1539 werkte Bronzino mee aan het decoratieprogramma voor de bruiloft van Cosimo I de' Medici met Eleonora van Toledo, van wie hij een portret maakte dat zijn bekendste zou worden. Met zijn uitstekende werk verwierf hij in 1540 een aanstelling als hofschilder aan het hof van de Medici. Zijn portretten worden beschouwd als de meest verfijnde van de 16e eeuw.
Tijdens zijn reis naar Rome van 1546 tot 1548 bestudeerde Bronzino werken van Rafaël en Michelangelo. In zijn latere werk experimenteerde hij met allegorische scènes, waarbinnen een zorgvuldig afgewogen sensualiteit tegenover uitbundige compositie versterkende elementen worden samengevoegd.
Zijn belangrijkste leerling en navolger was Alessandro Allori. Ten tijde van zijn overlijden in 1572 woonde Bronzino in het huis van zijn aangenomen zoon Allori. Hij is nauwelijks buiten Florence actief geweest.

## Musea
Het werk van Bronzino is onder andere te vinden in Florence in:
- de Uffizi
- het Palazzo Vecchio
- de Basilica San Lorenzo

en in verschillende andere musea, waaronder:
- de National Gallery in Londen
- het Louvre in Parijs